# Линейный уровень

Диапазоны значений линейных (тёмно-красный) и предельных уровней сигнала в бытовой и профессиональной звуковой технике

Лине́йный у́ровень (англ. line level) аналогового сигнала — средняя величина напряжения сигнала, передаваемого из одного блока сигнального тракта в другой по межблочным линиям связи; в более общей формулировке линейный уровень — среднее напряжение сигнала в любой точке аналогового тракта. Соответствующий линейному уровню сигнал называют сигналом линейного уровня, выходную цепь источника такого сигнала — линейным выходом, а совместимую с ним входную цепь приёмника сигнала — линейным входом. Понятие линейного уровня, появившееся в США в межвоенный период, восходит к понятию линии проводной телефонной связи и не связано непосредственно с понятиями линейности и нелинейности аналогового тракта.
Величины линейных уровней зависят от назначения аппаратуры (бытовая или профессиональная), природы источника сигнала (видео, аудио и тому подобное) и его носителя (аналоговая или цифровая форма), времени выпуска аппаратуры и так далее. Выбор линейного уровня — компромисс между требованиями к отношению сигнал/шум, c одной стороны, и к перегрузочной способности к уровню нелинейных искажений — c другой. Напряжения линейных уровней звуковой аппаратуры всегда выражаются в средних квадратических (действующих) значениях. Помимо указания уровня в вольтах или милливольтах, на практике применяются и специфические для своих областей применения логарифмические единицы — dBV в бытовой и dBm или dBu в профессиональной аппаратуре.

## Происхождение понятия
В первые десятилетия существования эфирного радиовещания единственным способом передачи программ между станциями, входящими в радиовещательные сети, была наземная (проводная) телефонная связь. Дальность действия самих радиовещательных станций была невелика, а качество приёма программ по радиоканалу — неудовлетворительно низким для целей ретрансляции; спутниковой радиосвязи не существовало в принципе. Практически сразу после первых экспериментов по телефонной трансляции радиовещателям и телефонистам потребовалось согласовать технические требования к передаваемому сигналу. Слишком мощный сигнал перегружал телефонное оборудование, слишком слабый был чрезмерно подвержен шумам и помехам.
В 1940 году радиовещательные компании США и телефонный монополист AT&T зафиксировали технические требования в стандарте, в котором дали чёткое определение: «линейный уровень — средний уровень звуковой программы, при котором в абонентской нагрузке с входным сопротивлением 600 Ом выделяется электрическая мощность 1 мВт». Логарифмическая шкала измерений, привязанная к этому уровню, получила обозначение dBm (децибел относительно уровня 1 мВт). Именно этой шкалой градуировались стандартные «звуковые» вольтметры системы VU (VU-метры): ноль условных единиц VU (фактически лежащий в правой половине шкалы вольтметра) соответствовал напряжению 775 мВ.
С течением времени допустимый уровень сигнала на линии увеличился; в 1954 году стандартный линейный уровень телефонных сетей США вырос до +8 dBm (6,3 мВт на нагрузке в 600 Ом, или 1,95 В); допустимый предельный уровень сигнала тогда составлял +18 dBm, что гарантировало запас по перегрузке в 10 дБ относительно линейного уровня. Тогда же стало очевидным, что встроенные в стандартные VU-метры германиевые выпрямители вносят в сигнал на линии неприемлемо высокие нелинейные искажения (0,3 % на предельном уровне и значительно больше на меньших уровнях). Во избежание этих искажений инженеры стали включать последовательно с вольтметром VU балластный резистор, который повышал входное сопротивление прибора и одновременно уменьшал напряжение на входе вольтметра примерно в полтора раза, или на 4 дБ. Вскоре внутри радиовещательных сетей возник новый отраслевой стандарт: условный ноль вольтметра VU теперь соответствовал +4 dBm, или 1,228 В на сопротивлении 600 Ом. Именно этот уровень применялся в качестве линейного в студийной аппаратуре вещательных сетей.
В 1970-е годы положение изменилось: развился массовый рынок бытовой аппаратуры высококачественного воспроизведения звука, возник новый рынок полупрофессионального студийного оборудования. Студийный стандарт 600-мной линии, подразумевавший использование широкополосных согласующих трансформаторов, был для бюджетной бытовой аппаратуры слишком дорог, да и не нужен. Достаточно было, чтобы выходное сопротивление источника сигнала было во много раз ниже входного сопротивления приёмника. Так возникла необходимость перейти от «мощностных» децибел dBm к новой шкале, оперирующей не мощностью, но напряжением. В США, следуя традиции, просто приравняли ноль шкалы напряжений к нолю шкалы dBm; новые логарифмические единицы получили обозначение dBu (от англ. unterminated, «ненагруженный»). В Европе предложили новую шкалу, привязанную не к уровню 775 мВ, а к уровню 1 В — эта шкала получила обозначение dBv. Шкала dBV, стандартизованная МЭК и IHF, стала основной для бытовой техники; шкала dBu, как и её предшественница dBm, осталась стандартом для профессионалов.

## Линейные уровни в звуковой технике

Напряжение в зависимости от времени, выраженной в угловых градусах периода, синусоидальных волн опорных и линейных уровней с, и для профессиональной и бытовой (потребительской) аппаратуры отмечены относительно уровня +4 dBu (синяя штриховая линия)

### Профессиональная аппаратура

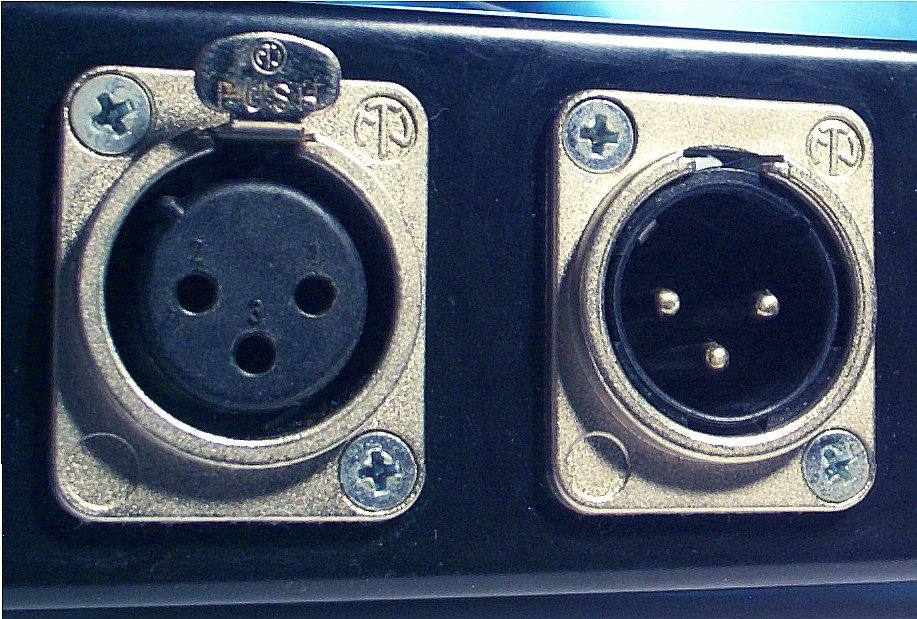
Линейные входы и выходы профессиональной аппаратуры обычно используют разъёмы XLR

Линейные уровни профессиональной аппаратуры, традиционно измеряемые в dBm или dBu, лежат в диапазоне +4…+8 dBu, или 1,228…1,95 В:
- В США фактическим стандартом стал линейный уровень +4 dBm, соответствующий среднему квадратическому напряжению 1,228 В[7][1][8];
- В западноевропейском радиовещании исторически применялся несколько бо́льший «уровень ARD» +6 dbU, или 1,55 В[7];
- В студийной практике также распространён уровень +8 dBu, или 1,95 В[1].

Если сигнал источника передаётся приёмнику по симметричной балансной линии (что является нормой в профессиональной практике), то напряжение сигнала измеряется между двумя противофазными проводниками. Средние напряжения сигнала на каждом из этих проводников вдвое меньше линейного уровня — 614, 775 или 973 мВ для линейных уровней +4, +6 или +8 dBu соответственно.

### Бытовая аппаратура

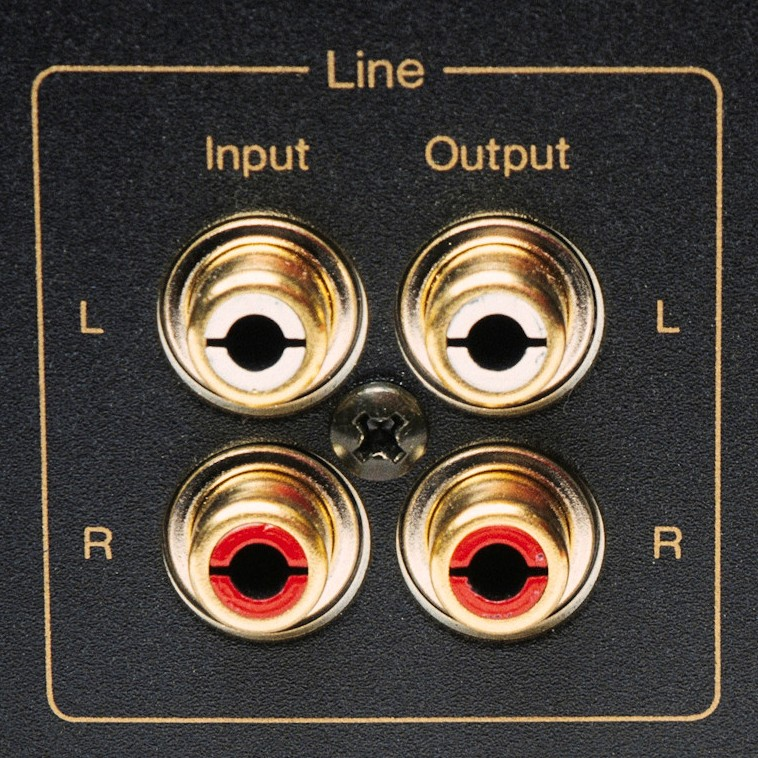
Линейные входы и выходы бытовой аппаратуры обычно используют разъёмы RCA

В бытовой звуковой аппаратуре, как правило, используются значительно ме́ньшие линейные уровни:
- По данным американского словаря The Audio Dictionary (2005 год), наиболее распространён линейный уровень около 500 мВ среднеквадратического[1]. Этот же уровень (c оговорками) зафиксирован действующим международным стандартам МЭК 60933 и составленным на его основе российским ГОСТ Р 51771-2001[10], и спецификацией звукового канала видеоинтерфейса SCART[11].
- По данным других авторов (2010, 2012 годы), в бытовой аппаратуре и полупрофессиональной студийной технике преобладает установленный IHF уровень −10 dBV («стандарт IHF»[6]), что соответствует среднеквадратическому напряжению сигнала 316 мВ (или −7,78 dBu)[7][12];
- В бытовой видеотехнике конца XX века применялись уровни −6 dBu (387 мВ, система VHS) и −7,5 dBu (327 мВ, система Hi8); в начале 1980-х годов японские производители hi-fi ориентировались на ещё меньший уровень в −10 dBu (245 мВ)[13];
- Минимально допустимая величина линейного уровня, по стандарту МЭК, составляет всего −20 dBu (25 мВ),[1], и по состоянию на 2013 год она также широко применялась в серийных устройствах[13].

В документации на проигрыватели цифровых носителей вместо указания линейного уровня может указываться предельное среднее квадратическое напряжение неискажённого синусоидального сигнала на выходе цифро-аналогового преобразователя. Его типичное значение, стандартизованное в 1980-е годы для стационарных проигрывателей компакт-дисков и звукового интерфейса SCART, равно 2 В. В соответствии с МЭК 60933 и ГОСТ Р 51771-2001 линейный (номинальный) уровень такого сигнала отстоит от предельного на 12 дБ и равняется 500 мВ. Однако, по данным 2013 года, большинство звукоинженеров сводили цифровые фонограммы, ориентируясь на запас по перегрузке в 18 дБ, поэтому фактический средний линейный уровень на выходе проигрывателя вдвое меньше — всего 250 мВ.

### Согласование уровней
Подавать сигнал с выхода профессиональной аппаратуры на вход бытового устройства обычно нельзя из-за неизбежных при этом перегрузок по входу. Для ослабления сигнала профессиональной аппаратуры до бытовых −10 dBV применяют аттенюаторы или трансформаторы, которые получили в англоязычной среде собирательное название «преобразователи 4 в −10» (англ. 4/-10 converters). Аналогичным образом (-10/+4) маркируются переключатели на профессиональной аппаратуре со встроенными аттенюаторами. Так как профессиональные и бытовые уровни традиционно обозначаются в разных масштабах (dBu и dBV), то коэффициент ослабления такого аттенюатора равен не −16, а −11,8 дБ (напряжение ослабляется в 3,89 раз).

### Внутренние линейные уровни
Линейный уровень +4…+8 dBu оптимален для межблочных линий, но слишком велик для обработки сигнала внутри блоков. Как правило, в профессиональной аппаратуре приходящий извне сигнал ослабляется до внутреннего линейного уровня около −6…0 dBu, или 388…775 мВ среднеквадратического; в схемах, построенных на ОУ, такой уровень гарантирует запас по перегрузке в 20…27 дБ. В специализированных микшерных пультах внутренний уровень может быть ещё меньше, порядка −16 dBu (123 мВ среднеквадратического).
Внутренние линейные уровни бытовой аппаратуры, особенно рассчитанной на батарейное питание, также могут быть существенно ниже номинальных — например, в кассетной аппаратуре с СШП Dolby и dbx были распространены опорные уровни 25…35 мВ.

## Соотношение среднего и предельного уровней
Выбор линейного уровня — компромисс между требованиями к отношению сигнал/шум, c одной стороны, и к перегрузочной способности и к уровню нелинейных искажений — c другой. Слишком слабый сигнал, проходя через звуковой тракт, будет чрезмерно зашумлён; слишком сильный будет преждевременно подвержен нелинейному ограничению при перегрузках. В ламповой и ранней транзисторной аппаратуре увеличение линейного уровня также вызывало плавный рост искажений в линейной области работы; в современной аналоговой аппаратуре это явление практически обычно отсутствует: усилители поддерживают штатный низкий уровень искажений вплоть до перегрузки по амплитуде. Однако некоторые ОУ, используемые в том числе в студийной аппаратуре, отличаются аномально высокими коммутационными искажениями при переходе из режима А в режим AB — оптимальный диапазон выходных напряжений таких ОУ намного уже предельно возможного.
Абсолютный порог перегрузки определяется элементной базой и схемотехникой усилительных каскадов: в низковольтных схемах с батарейным питанием порог перегрузки не превышает ±1 В, в схемах на операционных усилителях порог составляет порядка ±10 В, а в конструкциях на дискретных транзисторах или лампах он может составлять несколько десятков вольт. В профессиональной аппаратуре де-факто стандартизованы два уровня предельно допустимых напряжений:
- +20 dBu (7,75 В среднеквадратического) — в полупрофессиональной аппаратуре и нижнем сегменте студийной аппаратуры;
- +24 dBu (12,3 В среднеквадратического) и выше — в «обычной» студийной аппаратуре. В верхнем сегменте студийной техники начала XXI века допустимы значительно бо́льшие предельные уровни, до +37 dBu (55 В среднеквадратического)[18].

Линейный уровень характеризует среднее напряжение сигнала, но не предельно допустимое; последнее всегда превышает линейный уровень. Разница между номинальным (паспортным) линейным уровнем аппаратуры и предельным уровнем сигнала, выраженным в том же масштабе средних квадратических напряжений, составляет
- 12 дБ — в бытовой аппаратуре по МЭК 60933 и ГОСТ Р 51771-2001[10];
- 14 дБ — в студийных аналоговых магнитофонах. Бо́льшие уровни воспроизвести невозможно из-за естественной компрессии сигнала в ферромагнитном слое ленты[17]. Лента, сама по себе, служит удобным «ограничителем» сигнала[19].
- 16 дБ — в полупрофессиональных микшерских пультах и нижнем сегменте студийной аппаратуры[17];
- 20 дБ и более — в студийных цифровых рекордерах, профессиональных микшерских пультах и процессорах сигнала[17];
- около 30 дБ — в верхнем сегменте студийной аппаратуры[18].

Приведённые цифры характеризуют возможности самой аппаратуры; динамический диапазон фонограмм, предназначенных для тиражирования и радиотрансляции, обычно дополнительно ограничивается при мастеринге. В нормальных записях, не подвергнутых агрессивной компрессии, пик-фактор — разница между средним и максимальным уровнями — составляет примерно 18 дБ. Во время «войны громкости» 2000-х годов инженеры по мастерингу сжимали это отношение до 12 дБ, а в наиболее «зажатых» записях — до 8 дБ. Записи, подвергнутые такому сжатию, звучат «громко», подчас эффектно, но монотонно. Длительное прослушивание таких записей утомляет слушателя.